# Morituri (film, 1965)
Pour les articles homonymes, voir Morituri.
Pour plus de détails, voir Fiche technique et Distribution.
Morituri est un film américain réalisé par Bernhard Wicki, sorti en 1965.

## Synopsis
Tokyo, juillet 1942, le cargo allemand SS Ingo quitte le port avec une cargaison de caoutchouc qu'il doit livrer à Bordeaux. Son commandant, le capitaine Muller, a reçu l'ordre de détruire son navire en cas d'attaque alliée. Mais les services secrets britanniques ont introduit à bord un déserteur de la Wehrmacht et antinazi, Robert Crain, pour déjouer le sabordage.
Morituri est un mot latin signifiant "ceux qui vont mourir". Il est utilisé dans la phrase : « Ave Cæsar, morituri te salutant ! »

## Fiche technique
- Titre : Morituri
- Titre original : Morituri
- Réalisateur : Bernhard Wicki
- Scénario : Daniel Taradash, d'après le roman de Werner Jörg Lüddecke (de)
- Musique : Jerry Goldsmith
- Photographie : Conrad L. Hall
- Costumes : Moss Mabry
- Montage : Joseph Silver
- Producteurs : Aaron Rosenberg et Barney Rosenzweig (associé), pour Arcola Pictures
- Genre : guerre
- Durée : 128 minutes
- Affiches : Raymond Elseviers (titre : Le Saboteur, Belgique), Vanni Tealdi (France), Enzo Nistri (Italie)

## Distribution
- Marlon Brando (V.F : Jean-Claude Michel)  : Robert Crain
- Yul Brynner  (V.F : Jean Davy) : Le capitaine Muller
- Janet Margolin (V.F : Régine Blaess) : Esther
- Trevor Howard  (V.F : Pierre Gay) : Le colonel Statter
- Martin Benrath  (V.F : Michel Roux) : Kruse
- Hans Christian Blech  (V.F : Marcel Bozzuffi) : Donkeyman
- Wally Cox  (V.F : Guy Pierrault) : Le docteur Ambach
- Max Haufler  (V.F : Rene Blancard) : Branner
- Rainer Penkert  (V.F : Jacques Berthier) : Milkereit
- William Redfield (V.F : Pierre Fromont) : Maldwin
- Carl Esmond  (V.F : Louis Arbessier) :  Capitaine busch
- Oscar Beregi jr  (V.F : Claude Bertrand) : L'amiral
- George Takei : L'officier junior
- Martin Kosleck : Wilke

Acteurs non crédités
- Harold Goodwin : un officier de la marine marchande
- Gilchrist Stuart : un anglais
- Eugene Dynarski : un marin